# Luka technologiczna
Luka technologiczna – opóźnienie wybranej gospodarki w zakresie rozwoju technologicznego względem innego państwa lub grupy państw. Zgodnie z modelem Solowa luka technologiczna może być przyczyną niższego poziomu rozwoju ekonomicznego.
Luka technologiczna może występować w różnych branżach w różnym stopniu, co stanowi przesłankę specjalizacji gospodarczej. Zróżnicowanie poziomu technologicznego między gospodarkami wpływa na kierunek i strukturę międzynarodowej wymiany handlowej oraz międzynarodowy podział pracy.
Niwelowanie luki technologicznej wymaga stymulowania transferu technologii (np. poprzez politykę przyciągania bezpośrednich inwestycji zagranicznych) oraz wzrostu nakładów na infrastrukturę badawczą.